# NGC 1706
NGC 1706 (другие обозначения — ESO 85-7, FAIR 240, AM 0452-630, PGC 16220) — спиральная галактика в созвездии Золотой Рыбы. Открыта Джоном Гершелем в 1837 году. Описание Дрейера: «тусклый, довольно маленький объект круглой формы, немного более яркий в середине». Галактика удаляется от Млечного Пути со скоростью 4890 км/с, находится на расстоянии 225—230 миллионов световых лет, её диаметр составляет 90—95 тысяч световых лет.
Этот объект входит в число перечисленных в оригинальной редакции «Нового общего каталога». Первоначально указанные координаты, с учётом поправки на прецессию, на 0,7 минуты дуги отличаются от реальных.
Возможно, PGC 177963 является компаньоном этой галактики. NGC 1706 входит в состав группы галактик ESO 85-38. Помимо NGC 1706 в группу также входят NGC 1771 и ESO 85-38, а суммарно — до 50 галактик.